# Jonathan Davis
Jonathan Davis, pseud. HIV (ur. 18 stycznia 1971 w Bakersfield) – amerykański wokalista zespołu nu-metalowego Korn. W 2006 roku piosenkarz został sklasyfikowany na 16. miejscu listy 100 najlepszych metalowych wokalistów wszech czasów według Hit Parader.

## Życiorys

### Dzieciństwo i młodość
Jego ojciec, Rick Davis, był muzykiem – klawiszowcem, a matka aktorką i tancerką. Gdy Jonathan miał trzy lata jego rodzice rozwiedli się (powodem był romans matki z lokalnym aktorem). Natomiast ojciec był zajęty pogonią za sukcesem, w związku z czym nie spędzał z synem więcej czasu niż trzy kolejne dni. Ciągłe podrzucanie Jonathana do ojczyma lub dziadków chrzestnych spowodowało u niego poczucie samotności i odrzucenia. Odkąd ukończył trzy lata, aż do dziesiątego roku życia regularnie lądował w szpitalu z powodu astmy. W wieku pięciu lat przeżył ciężki atak astmy, który doprowadził do śmierci klinicznej, z której został odratowany.
Jego pierwszym instrumentem była perkusja – prezent gwiazdkowy od babci. Gra na tym instrumencie rozbudziła w nim miłość do muzyki, co bardzo pochlebiało jego ojcu, który często pozwalał grać malcowi z dorosłymi. Oprócz tego czasem pozwalano mu grać na scenie – po dwie, trzy piosenki na koncercie. Jednakże wkrótce entuzjazm ojca dla poczynań Jonathana znacznie osłabł.
Po rozpoczęciu nauki szkolnej Jonathan odniósł szereg porażek towarzyskich. Odrzucenie przez innych i przemoc jakiej doświadczył w szkole potęgowała u niego poczucie samotności i rozpaczy. Jego jedynym pocieszeniem był czas jaki spędzał w sklepie muzycznym ojca. Często zaczepiał tam nauczycieli muzyki, którzy pokazywali mu podstawy gry na wielu instrumentach, m.in. na pianinie, kontrabasie, skrzypcach i klarnecie.
Wkrótce Rick Davis powtórnie się ożenił. Macocha młodego Davisa była, zdaniem samego Jonathana, "kwintesencją wszystkich niegodziwych macoch, typem kobiety, która krzyczała za to, że wrócił ze szkoły".
Pomimo że ojciec Davisa spotkał niegdyś ojca Reggiego "Fieldy" Arvizu i grał z nim w zespole, nie doszło do spotkania Reggiego z Jonathanem aż do czasów szkoły średniej, kiedy poznał również Briana "Heada" Welcha. Mimo że Jonathan nie znał wówczas jeszcze Davida Silverii i Jamesa "Munky’ego" Shaffera, to oni kojarzyli jego, gdyż obaj "dziwnym trafem" umawiali się na randki z jego siostrą.
Kiedy Rick Davis sprzedał swój sklep muzyczny i wykupił stare studio nagraniowe, Jonathan dokonał w nim po kryjomu pierwszych, amatorskich nagrań. Musiał to robić nocą, kiedy studio było nieużywane. Nagrane przez siebie utwory rozdawał później w szkole. Powstały one pod silnym wpływem zespołu Duran Duran. Jego zamiłowanie do tej grupy przekroczyło normalne granice – Jonathan chciał być taki jak Duran Duran. Podkradał swojej siostrze kosmetyki i malował sobie paznokcie w jaskrawych kolorach oraz podkreślał oczy kredką. To nietypowe w Bakersfield zachowanie wzbudziło nie lada sensację, a dokładniej rzecz biorąc – dezaprobatę rówieśników. Powszechny brak akceptacji popychał go coraz bardziej w tym kierunku – nawet do tego stopnia, że został zabrany do poradni dla gejów. Idąc szkolnym korytarzem zewsząd dobiegały go wyzwiska – "ciota", "cipa", "pedzio", co bardzo dołowało Jonathana. Ból udawało się trochę załagodzić dzięki rozpoczętym lekcjom gry na dudach w szkolnej orkiestrze. Wkrótce gra stała się jego ulubioną rozrywką i wstąpił do Szkolnej Orkiestry Dudziarskiej Highland High.
Poza muzyką w życiu Jonathana nic się nie liczyło, lecz postanowił zająć się tematyką związaną ze śmiercią. Już od jakiegoś czasu fascynowały go horrory i muzyka gotycka. Wpadł więc na nietypowy pomysł – postanowił uczestniczyć w szkolnym pokazie przeprowadzania sekcji zwłok jako asystent. Mniej więcej w tym czasie zwolniło się miejsce w Biurze Koronera Hrabstwa Kern, gdzie Jonathan zgłosił się na rozmowę kwalifikacyjną, w wyniku której został przyjęty. Co prawda początki były trudne, gdyż Davisa często mdliło, ale wkrótce się przyzwyczaił do dźwięku skalpela otwierającego ludzkie ciało.
Pierwszy rok pracy u koronera przyniósł Jonathanowi zadowolenie, postanowił więc związać swoją przyszłość z dziedziną preparacji zwłok. Co prawda nadal był zafascynowany muzyką, a wizja zrobienia kariery w show-businessie pozostawała pociągająca, jego rodzice odnosili się jednak do tych pomysłów z większym dystansem, powołując się na przykład ojca, Ricka Davisa, któremu nie powiodła się kariera muzyczna. W 1989 roku zapisał się do Szkoły Pracowników Pogrzebowych w San Francisco – do domu wrócił z dyplomem i znalazł stałą pracę w Biurze Koronera Hrabstwa Kern. Rodzice byli z niego dumni. Jonathan chciał zostać w przyszłości zastępcą koronera. Jednakże praca w kostnicy w końcu zaczęła dawać się we znaki jego samopoczuciu – zaczęły go nawiedzać makabryczne wspomnienia osób, które tam trafiły, zwłaszcza dzieci. Jedną z tych przykrych chwil było przywiezienie zwłok dziesięciomiesięcznej dziewczynki zgwałconej przez własnego ojca (w przyszłości został jej poświęcony jeden z utworów grupy KoRn).
W końcu po dwóch latach Jonathan uświadomił sobie, że praca u koronera nie jest spełnieniem jego marzeń, lecz jedynie usatysfakcjonowaniem rodziców. W końcu postanowił poświęcić się muzyce. Dotychczasowe zajęcie uświadomiło mu, jak łatwo jest stracić życie – od tego momentu postanowił cieszyć się każdym dniem, jakby miał być ostatnim w jego życiu. Przez kilka następnych tygodni Jonathan dzielił swój czas pomiędzy dotychczasową pracę a grę w lokalnym zespole Sexart.

### Współpraca z Creep
Na początku 1993 roku Head i Munky złożyli wizytę znajomym w Bakersfield. Wtedy też we dwóch poszli na piwo do miejscowego baru. Pokrzepieni już mieli wychodzić, gdy na scenę wkroczył SexArt. Gdy dwaj gitarzyści usłyszeli głos Jonathana, jak zahipnotyzowani wrócili na swoje miejsca i nie ruszali się z nich do końca występu. Po jego zakończeniu obaj podeszli do Davisa gratulując mu występu i próbując wyczuć, jakie są szanse przekabacenia go do swojego zespołu Creep (wcześniej w składzie trzyosobowym – Fieldy, Munky i David – znani jako L.A.P.D.).
Niecały miesiąc później Jonathan pojechał do Los Angeles na przesłuchanie. Pierwsze wrażenie, jakie wywarł Davis na członkach Creep, nie było zachęcające – makijaż i spódniczka raczej dziwiły zespół, niż wywoływały aprobatę. Jednakże wszelkie wątpliwości zostały rozwiane, gdy zaprezentował swoje możliwości wokalne. Odtąd stał się częścią zespołu. Chociaż szybko zerwał wszelkie więzy z Bakersfield, pozostały mu pewne nawyki, na przykład skłonność do amfetaminy. Jeszcze w Bakersfield poznał swoją dziewczynę, Renee Perez, z którą później przeniósł się do Long Beach, gdzie mieszkali pozostali członkowie zespołu.

### KoЯn
Wkrótce potem formacja zmieniła nazwę na Korn (oryginalna pisownia KoЯn) i wydała pierwszą płytę Korn (1994). Na płycie znalazło się 12 utworów, których tematyką są głównie przeżycia wokalisty z różnych okresów dotychczasowego życia w Bakersfield. Najbardziej osobistym i trudnym do zaśpiewania utworem była ostatnia kompozycja na płycie – "Daddy" – dotycząca molestowania seksualnego Davisa. Wbrew tytułowi, sprawcą zbrodni nie był jego ojciec, lecz prawdopodobnie sąsiad. Utwór został przez Davisa zaśpiewany tylko raz – ze względu na emocje, jakie u niego wywołał (w oryginalnym nagraniu na albumie Jonathan płacze). Innymi przeżyciami artysty, opisanymi w tekstach utworów są m.in. wyzwiska rzucane przez szkolnych "kolegów" ("Faget") czy też kwestia nadużywania amfetaminy ("Helmet in the bush"). Ponadto na płycie wykorzystano zamiłowanie Jonathana do gry na dudach – zagrał na nich we wstępie do utworu "Shoots and ladders". Na samym końcu płyty umieszczono zarejestrowaną kłótnię kobiety i mężczyzny.
Po wydaniu pierwszego albumu zaczął się okres intensywnego koncertowania – KoRn jako nieznany jeszcze nikomu zespół musiał wyrobić sobie odpowiednią renomę. Trasa pomogła Jonathanowi w walce z dwuletnim nałogiem narkotykowym. Zdał on sobie sprawę, że takie funkcjonowanie może się dla niego źle skończyć. Jednak stary nałóg zastąpił nowy – alkoholizm.
W 2002 roku Jonathan wraz z grupą Linkin Park zremiksował ich utwór One Step Closer. Remix ten pojawił się na remixowej płycie LP pt. Reanimation. Wykonywał go potem, wraz z wyżej wspomnianą grupą, na koncertach.
Davis był żonaty dwa razy. Po raz pierwszy w 1998 roku z Renee Perez. Z tego związku urodził się syn, Nathan Houseman Davis. Jonathan i Renee rozwiedli się w 2001 roku. 5 października 2004 roku, 10 lat po wydaniu pierwszego albumu KoЯna, ożenił się na Hawajach z byłą aktorką porno Deven Davis. W 2005 roku urodził się jego drugi syn – Pirate Houseman Davis. Trzeci syn Davisa, Zeppelin Houseman Davis urodził się 28 kwietnia 2007. Deven Davis zmarła 17 sierpnia 2018.
Davis od 22 sierpnia 1998 nie pije i nie bierze narkotyków. Stwierdził, że nie będą mu już potrzebne. Kolega z zespołu – Brian Welch powiedział, że z tego powodu jest z Davisa dumny.
Statyw do mikrofonu Davisa, którego używa on na większości koncertów i w teledyskach KoЯna, wykonał szwajcarski artysta Hans Rudolf Giger.

### Kariera solowa
Karierę solową rozpoczął już w szkole, w projekcie znanym jako "Buck Naked", w którym uczestniczyli też przyszli członkowie grupy Sexart. Inspirację czerpali z gatunku new romantic.
W 1993 roku Jonathan wraz z Human Waste Project nagrał cover „This Town” zespołu The Go-Go’s. W 2002 roku skomponował muzykę do filmu Królowa potępionych, nie mógł jednak nagrać go osobiście z powodu zobowiązań kontraktowych wobec Sony, więc wynajął innych muzyków. Wystąpił także w tym filmie jako konik. Skomponował też muzykę do remake’u Strefa mroku z 2002 roku. Nagrał też cover „Love on the Rocks” Neila Diamonda do filmu Wonderland.
W listopadzie 2007 Jonathan ruszył w trasę solową zatytułowaną Alone I Play. Wykonywał piosenki z soundtracku do Królowej Potępionych, rzadko wykonywane utwory KoЯn'a oraz największe hity zespołu. Podczas jednego z koncertów wystąpił 4 czerwca 2008 w Warszawskiej Stodole. Podczas występów solowych występuje jako Jonathan Davis and the Simply Fucking Amazings. Miał zagrać główną rolę w filmie Sin-Jyn Smith jednak jego produkcja została odwołana.

## Dyskografia
- Sepultura – Roots (1996, Roadrunner Records, gościnnie)[4]
- Limp Bizkit – Significant Other (1999, Interscope Records, gościnnie)[5]
- Jonathan Davis, Richard Gibbs – Queen Of The Damned (The Score Album) (2002, Warner Bros. Records)[6]
- Linkin Park – Reanimation (2002, Warner Bros. Records, gościnnie)[7]
- Jonathan Davis – Alone I Play (2007, Invisible Arts)[8]
- Nicholas O’Toole & Jonathan Davis – After The Dark (2014, Varèse Sarabande)[9]

## Filmografia
- Fix (2011, film dokumentalny, reżyseria: Doug Freel)

## Nagrody i wyróżnienia
| Rok  | Kategoria     | Nagroda                     | Uwagi     |
| ---- | ------------- | --------------------------- | --------- |
| 2010 | Best Vocalist | Revolver Golden Gods Awards | Nominacja |